# Kaluru, Sagar
Kaluru là một làng thuộc tehsil Sagar, huyện Shimoga, bang Karnataka, Ấn Độ.